# مقاطعة ريانغانغ
مقاطعة ريانغانغ (بالإنجليزية: Ryanggang Province)‏  هي مقاطعة في كوريا الشمالية، تتبع كوريا الشمالية، بلغ عدد سكانها 719٬269  نسمة، في 2008، عاصمتها هييسان ، تبلغ مساحتها 14٬317٫0 كيلومتر مربع.

## الموقع
تشترك في الحدود مع:
- جيلين
- محافظة هامغيونغ الجنوبية.